# Turn Blue
Turn Blue es el octavo álbum de estudio de la banda estadounidense de rock The Black Keys. Coproducido por Danger Mouse junto con la banda, fue lanzado el 12 de mayo de 2014 por Nonesuch Records. Danger Mouse contribuyó como coautor en cada una de las once canciones.

## Diseño y título
El título del álbum es una frase característica de Ghoulardi, el alter ego del presentador de televisión de Cleveland Ernie Anderson. Carney dijo que el título era «un mensaje de apreciación hacia Ohio» («a shout-out to Ohio»), estado donde Auerbach creció. El título también capturó el tono desanimado de la grabación. Sobre este, Auerbach dijo:

Nos gustó la asociación con Ghoulardi, es una especie de fenómeno raro de Ohio de inicios de los sesenta; esa era una frase que solía usar. Y el álbum fue líricamente muy melancólico, introspectivo y personal, así que fue muy triste [azul]. Creo que simplemente tiene sentido
Dan Auerbach

Carney explicó el contexto original en el que Goulardi usaba la frase: «Es su manera de decirle a la gente que se vaya a la mierda». La portada del álbum, que protagoniza una imagen de un espiral azul y magenta, fue diseñada por Michael Carney, el director de arte del grupo y hermano de Patrick.

## Promoción
Turn Blue fue anunciado vía Twitter por el boxeador retirado Mike Tyson. El «anuncio» contenía el título del álbum y un enlace a una serie de videos crípticos en Youtube, protagonizados por un hipnotista interpretado por el actor Micah Fitzgerald. La idea de Tyson de revelar el álbum vino de una llamada que hizo a la banda, en donde él les dijo que en agradecimiento por darle permiso de usar una de sus canciones para un documental, él les haría un favor. El 24 de marzo se lanzó la canción «Fever» como el primer sencillo del álbum, junto con el revelado de la portada del álbum y la lista de canciones. Una segunda canción, llamada «Turn Blue», fue estrenada en el programa de radio de Carney Serious Boredom el 14 de abril. El 5 de mayo, una semana antes de la fecha de lanzamiento oficial, el álbum se hizo disponible mediante streaming por el servicio iTunes Radio. El grupo hizo su tercera aparición en el programa cómico Saturday Night Live tres días antes del lanzamiento del álbum, interpretando las canciones «Fever» y «Bullet in the Brain». Otras apariciones promocionales fueron en Late Show with David Letterman y The Colbert Report. El álbum Turn Blue fue lanzado el 12 de mayo de 2014. «Bullet in the Brain» fue lanzado como el tercer sencillo del álbum en el Reino Unido el 30 de junio.
El 8 de mayo, la banda anunció el resto de las fechas de su gira promocional del álbum de 2014. El Turn Blue World Tour inició con la aparición de la banda en festival de música Hangout el 16 de mayo, para continuar con una etapa varios shows por Europa entre junio y julio, seguido de otra etapa por Norteamérica entre septiembre y diciembre.

## Lista de canciones
Todas las canciones escritas y compuestas por Dan Auerbach, Patrick Carney y Brian "Danger Mouse" Burton. 
| N.º   | Título                | Duración |  |
| 1.    | «Weight Of Love»      | 6:50     |  |
| 2.    | «In Time»             | 4:28     |  |
| 3.    | «Turn Blue»           | 3:42     |  |
| 4.    | «Fever»               | 4:06     |  |
| 5.    | «Year In Review»      | 3:48     |  |
| 6.    | «Bullet In The Brain» | 4:15     |  |
| 7.    | «It's Up To You Now»  | 3:10     |  |
| 8.    | «Waiting On Words»    | 3:37     |  |
| 9.    | «10 Lovers»           | 3:33     |  |
| 10.   | «In Our Prime»        | 4:38     |  |
| 11.   | «Gotta Get Away»      | 3:02     |  |
| 45:09 |                       |          |  |

## Personal
The Black Keys 
- Dan Auerbach – Voz principal, guitarras, bajo, teclados, etc.
- Patrick Carney – Batería, teclados, percusión, etc.

Personal adicional 
- Danger Mouse – Teclados, piano, etc.
- Regina, Ann y Alfreda McCrary – coros en «Weight of Love», «In Time», «Turn Blue» y «10 Lovers».

Producción 
- Danger Mouse (Brian Burton) – producción (excepto «It's Up to You Now» y «Gotta Get Away»).
- The Black Keys – producción.
- Kennie Takahashi – Ingeniería de sonido.
- Bill Skibbe, Collin Dupuis y Geoff Neal  – Ingeniería adicional.
- Tchad Blake – Mezcla de sonido.
- Brian Lucey – masterización.

## Posición en las listas
| Lista                          | Mejor posición |
| ------------------------------ | -------------- |
| Australia (ARIA)               | 1              |
| Reino Unido (OCC)              | 1              |
| Estados Unidos (Billboard 200) | 1              |